# Terquemina
Terquemina es un género de foraminífero bentónico de estatus incierto, aunque considerado perteneciente a la familia Endothyridae, de la superfamilia Endothyroidea, del suborden Fusulinina y del orden Fusulinida. Su especie tipo es Terquemina devonica. Su rango cronoestratigráfico abarcaba el Devónico.

## Discusión
Clasificaciones más recientes hubiesen incluido Terquemina en el suborden Endothyrina, del orden Endothyrida, de la subclase Fusulinana de la clase Fusulinata.

## Clasificación
Terquemina incluía a la siguiente especie:
- Terquemina devonica †